# Republic Aviation

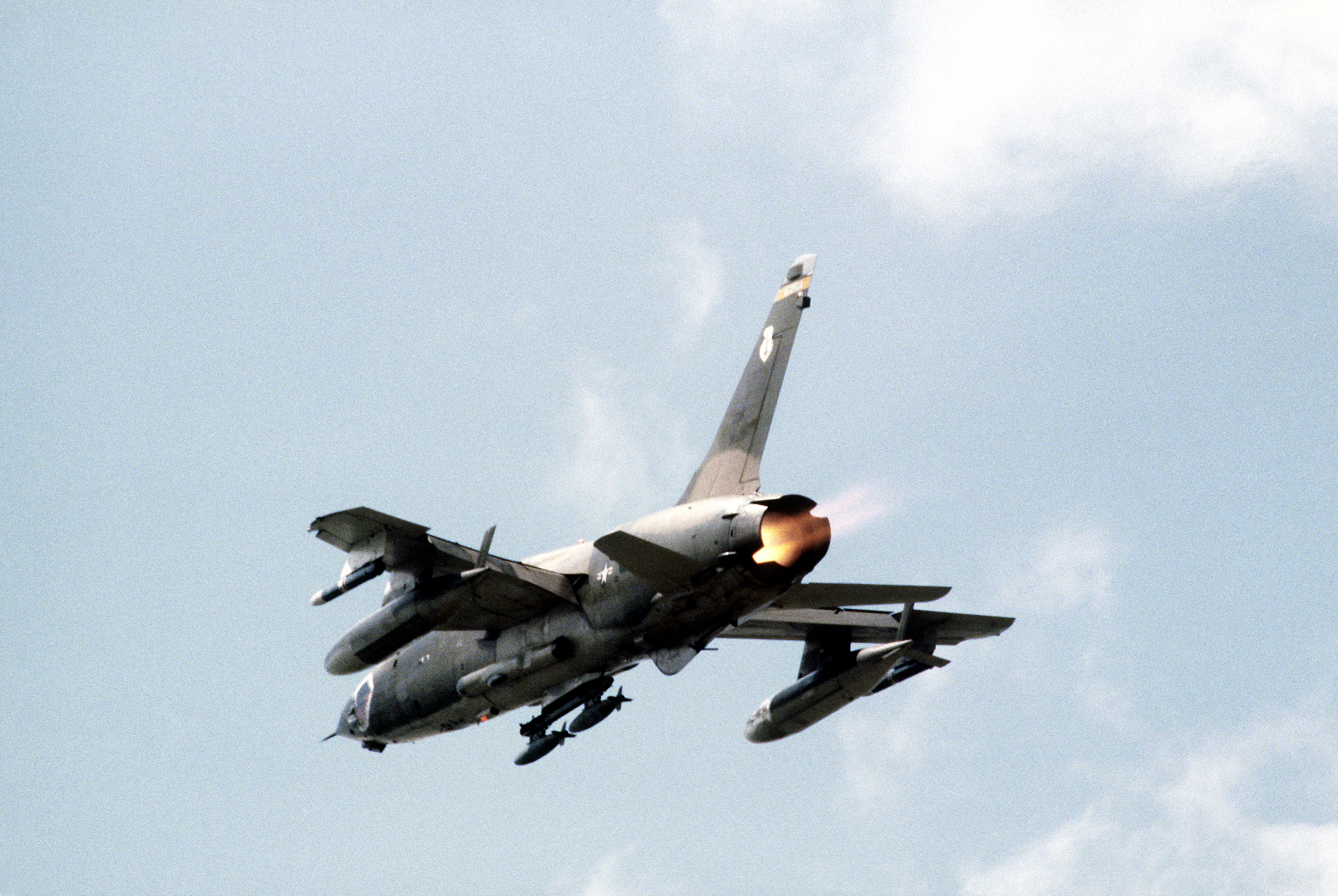
Vista trasera izquierda de un avión F-105G Thunderchief, que transportaba bombas Mark 82 de 500 libras, en vuelo durante el ejercicio Gangbuster XI. El avión está asignado al 128.º Escuadrón de Cazas Tácticos, 116.º Ala de Cazas Tácticos, Guardia Nacional Aérea de Georgia, en Steward Field, Savannah, Georgia (EE. UU.)

La Republic Aviation Corporation fue un fabricante de aeronaves estadounidense con sede en Farmingdale, Long Island, Nueva York. Originalmente la empresa era llamada Seversky Aircraft Company. Esta empresa fue responsable por el diseño y producción de aeronaves militares, incluidos el P-47 Thunderbolt, F-84 Thunderjet, y F-105 Thunderchief. 

## Aeronaves proyectadas y/o construidas
- Seversky SEV-3 (1933) aeronave anfibia monomotor de tres asientos.
- Seversky P-35 (1935) aeronave de combate a hélice monomotor y monoplaza.
- Seversky XP-41 (1939) aeronave de combate a hélice monomotor y monoplaza.
- Republic P-43 Lancer (1940) aeronave de combate a hélice monomotor y monoplaza.
- Republic P-44 Rocket (1941) aeronave de combate a hélice monomotor y monoplaza. La propuesta estaba basada en el P-43 e incluía un motor más potente. La propuesta fue rechazada (no se llegó a construir un prototipo) ya que se prefirió invertir en el desarrollo del P-47 Thunderbolt.
- Republic P-47 Thunderbolt (1941) aeronave de combate a hélice monomotor y monoplaza. Fue el modelo de aeronave norteamericano de la cual se produjeron mayor cantidad de aeronaves durante la Segunda Guerra Mundial (se fabricaron 15.686 unidades).
- Republic XP-69 (1943) propuesta para una aeronave de combate a hélice monomotor y monoplaza, la misma incluía un conjunto de hélices que rotaban en dirección contraria montadas sobre una prolongación del eje. La propuesta fue rechazada (no se construyó prototipo, ya que se prefirió desarrollar la propuesta del XP-72.
- Republic XP-72 (1944) propuesta para una aeronave de combate a hélice monomotor y monoplaza, basada en mejorar el P-47. Se fabricaron dos prototipos antes de que finalizara la Segunda Guerra Mundial.
- Republic-Ford JB-2 (1944) misil guiado no tripulado con pulsorreactor, copia norteamericana de la bomba misil V-1 alemana.
- Republic F-84 Thunderjet (1946) aeronave de combate a reacción monomotor y monoplaza, utilizada en la guerra de Corea.
- Republic XF-12 Rainbow (1946) aeronave de reconocimiento y transporte de largo alcance con cuatro motores radiales.
- Republic RC-3 Seabee (1946) aeronave anfibia de cuatro asientos con hélices.
- Republic XF-91 Thunderceptor (1949) interceptor/aeronave de combate monoasiento, con un motor a turborreacción y cuatro motores tipo cohete.
- Republic F-84F Thunderstreak (1950) aeronave de combate a reacción monomotor y de un solo asiento. Versión del F-84.
- Republic XF-103 Thunderwarrior (1950s) aeronave interceptor/de combate, con un motor a reacción y motores ramjet con una velocidad prevista Mach 3. La propuesta fue rechazada (no se construyó prototipo).
- Republic RF-84F Thunderflash (1952) versión de reconocimiento del F-84F, que utiliza tomas de aire del motor montadas en las alas (para permitir el montaje de una cámara de reconocimiento en el morro).
- Republic XF-84H Thunderscreech (1955) aeronave de combate monomotor y monoplaza. El motor a reacción del F-84F fue reemplazado por un motor turboprop que alimentaba una hélice montada en la trompa mediante una extensión del eje. Los extremos de la hélice alcanzan velocidades Mach 1.8
- Republic F-105 Thunderchief (1955) caza de combate a reacción monomotor y monoplaza, utilizado durante la guerra de Vietnam
- Fairchild Republic A-10 Thunderbolt II (1972) aeronave bombardero de dos motores a reacción y monoplaza.